# Liriomyza serriolae
Liriomyza serriolae är en tvåvingeart som beskrevs av Erich Martin Hering 1955. Liriomyza serriolae ingår i släktet Liriomyza och familjen minerarflugor.
Artens utbredningsområde är Frankrike. Inga underarter finns listade i Catalogue of Life.